# Alcyonium coralloides
Alcyonium coralloides is een zachte koraalsoort uit de familie Alcyoniidae. De koraalsoort komt uit het geslacht Alcyonium. Alcyonium coralloides werd in 1766 voor het eerst wetenschappelijk beschreven door Pallas. 